# Возможность острова
«Возможность острова» (фр. La possibilité d'une île) — фантастический роман французского писателя Мишеля Уэльбека. Завоевал литературную премию «Интералье».

## Сюжет
Основных действующих лиц трое — Даниэль и два его клона.
Даниэль — успешный комик, который не получает удовольствия от жизни несмотря на его богатство. Ему наскучил гедонистический образ жизни, но он не может сбежать из него. Он раздражён состоянием общества и философствует о природе секса и любви.
Его клоны живут непримечательной жизнью отшельников в постапокалиптическом будущем. Они живут в период, когда человеческий вид дышит на ладан (либо зарождается в виде первобытных племён), уничтоженный климатическими изменениями и ядерной войной. Два клона сопоставляют жизнь первого Даниэля и имеют разные представления о своём предшественнике.

## В культуре
- Одноимённый фильм по мотивам романа был снят самим Мишелем Уэльбеком[4]. По словам автора, фильм является не экранизацией, а продолжением романа[5]. Премьера состоялась во Франции 10 сентября 2008 года.
- Заключительные стихи из романа легли в основу песни Карлы Бруни La possibilité d’une île, вышедшей в 2008 году на альбоме Comme si de rien n'était.
- Альбом Игги Попа Préliminaires целиком основан на сюжете романа. Тексты к нескольким песням написаны Мишелем Уэльбеком, в том числе использованы его стихи из романа.